# Audi Forum Neckarsulm

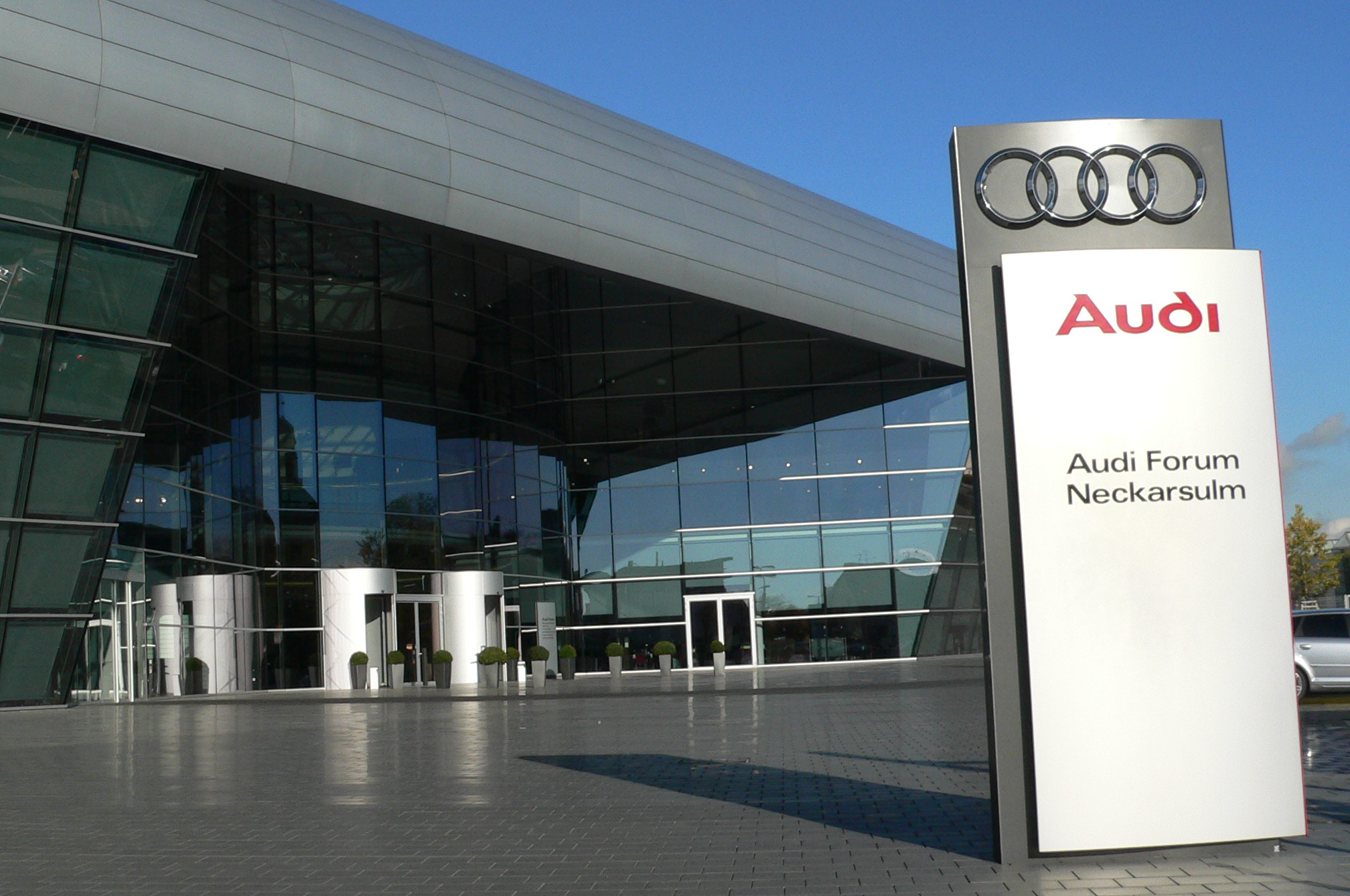
Audi Forum Neckarsulm (November 2006)

Das Audi Forum Neckarsulm ist ein repräsentativer Bau der Audi AG, der westlich der Kernstadt und südlich des Audi-Werkes an der NSU-Straße und am Christian-Schmidt-Platz liegt. Das Gebäude wurde von dem Düsseldorfer Architektenbüro Beucker Maschlanka und Partner (BM+P) projektiert und nach fünfjähriger Bauzeit im Jahr 2005 eröffnet.

## Bauausführung

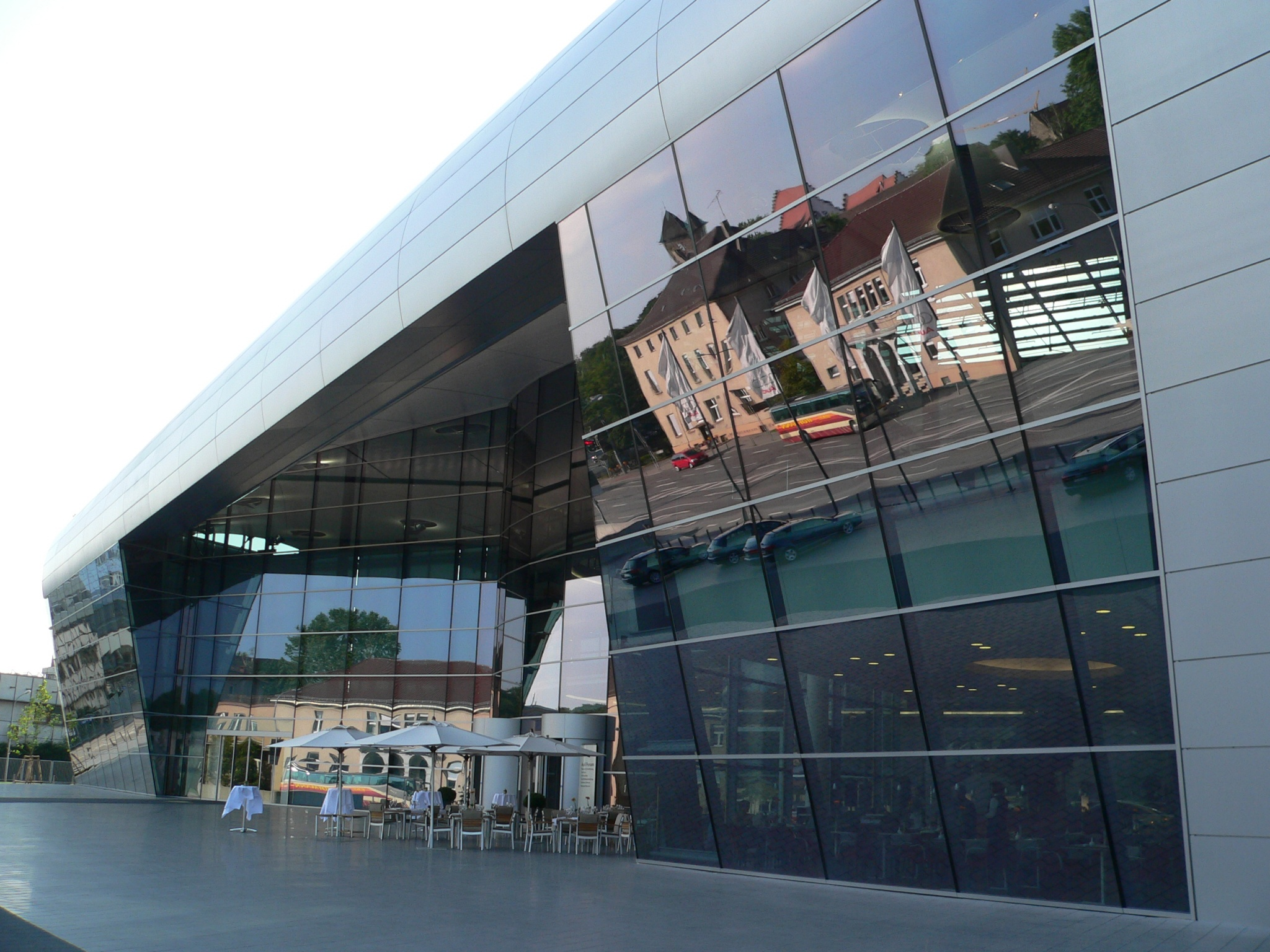
Audi Forum Neckarsulm (Juli 2005)

Das Audi Forum wurde in drei Abschnitten erbaut. Zunächst wurde bis September 2002 das neue Kundenservicecenter errichtet. In einem zweiten Schritt wurde dann das sechsstöckige Parkhaus mit 180 Parkplätzen bis November 2003 fertiggestellt. Die langgestreckte und lichtdurchflutete Konstruktion des eigentlichen Forums aus Glas, Stahl und Aluminium wurde vom Düsseldorfer Architektenbüro Beucker Maschlanka und Partner (BM+P) entworfen. Die Aluminiumfassade soll dabei an die führende Rolle der Audi AG bei der Serienproduktion von Fahrzeugen mit Aluminium-Karosserie erinnern. Die stählerne Tragkonstruktion ist wohl dem Space Frame des Audi A8 nachempfunden. Das Gebäude wurde so konzipiert, dass sich die Glasfront zur Stadt hin öffnet. Im Inneren des 100 Meter langen und 18 Meter hohen Gebäudes befinden sich drei Etagen, die in ovaler Form gestaltet sind. Die ovale Form soll den Eindruck von Bewegung erzeugen und auf das Hauptanliegen des Autobauers hinweisen.

## Funktionalität und Nutzung

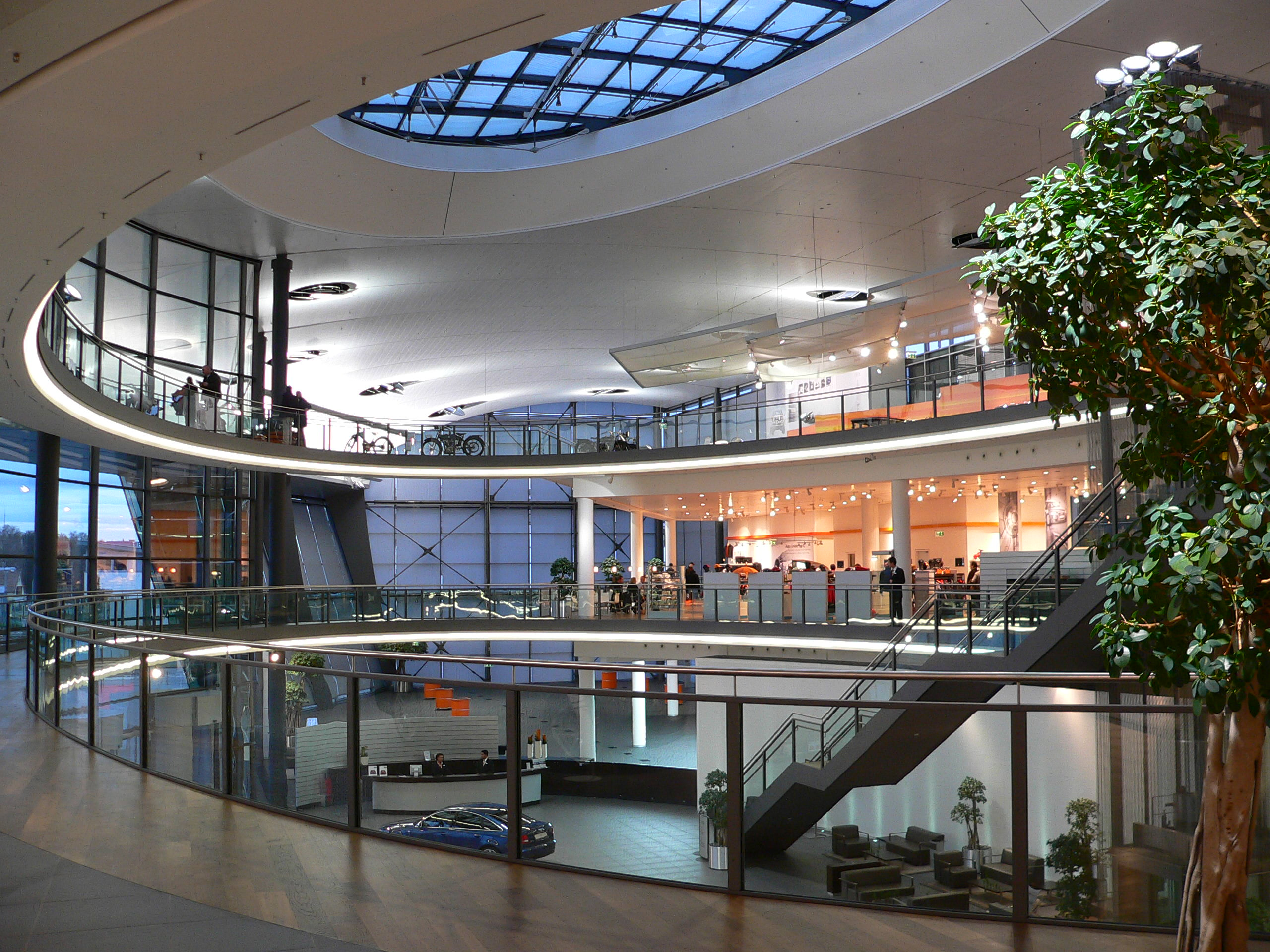
Blick nach Südwest unten: Neuwagenübergabe für Selbstabholer, Mitte: Audi Shop, oben: Markenausstellung

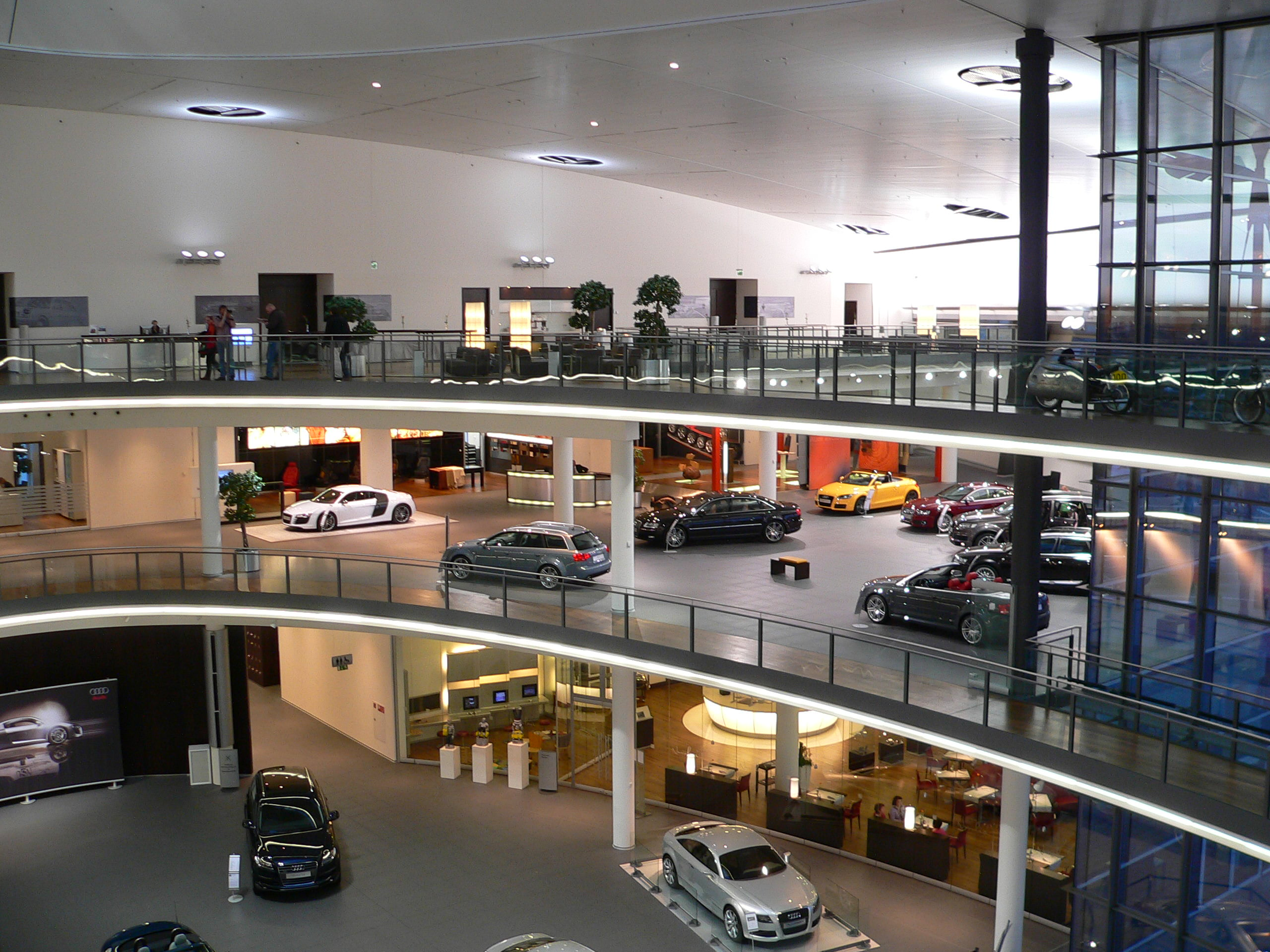
Blick nach Nordost unten: Restaurant „Nuvolari“, Mitte: „Audi exclusive Individualstudio“, oben: Konferenzräume

Im Gebäude werden die Funktionen: Neuwagenübergabe für Selbstabholer, eine Markenausstellung, der Audi Shop mit Espressobar, das Restaurant „Nuvolari“ und Konferenzräume integriert. Das Audi Forum stellt im Selbstverständnis der Audianer eine offene Kommunikationsplattform dar.
Im Erdgeschoss wird im Foyer die aktuelle Modellpalette präsentiert. Hier befinden sich neben den 14 Übergabeplätzen für die Neuwagenauslieferung außerdem das Restaurant „Nuvolari“, ein Filmsaal, aktuelle Ausstellungsmodelle und eine große Fläche, die auch für Veranstaltungen genutzt werden kann.
Das erste Obergeschoss, welches direkt vom Parkhaus aus erreichbar ist, dient der unmittelbaren Kundenbetreuung. Hier befinden sich der Empfang, der Audi-Shop mit integrierter Espressobar und das „Audi exclusive Individualstudio“, in dem zum Beispiel Originalmuster aller verfügbaren Materialien vorhanden sind und in dem man sein Auto ganz individuell zusammenstellen kann. Von hier aus können Besucher und Selbstabholer auch ihre Werksbesichtigung planen.
Das zweite Obergeschoss ist der Audi-Markenausstellung vorbehalten. Weiterhin befinden sich im zweiten Obergeschoss fünf Tagungsräume mit modernster Präsentations- und Medientechnik. Diese einzelnen Räume können durch das Öffnen von Trennwänden in einen Saal für bis zu 200 Personen umgestaltet werden. Diese Räumlichkeiten werden unter anderem auch für Fachvorträge sowie kulturelle und gesellschaftliche Veranstaltungen genutzt.
Das Audi Forum Neckarsulm zählte seit der Eröffnung im Jahr 2005 bis 2014 knapp 1,8 Millionen Besucher. Seitdem fanden in diesem Zeitraum regelmäßig Kulturveranstaltungen statt, wie zum Beispiel Musikkonzerte von Marlon Roudette mit knapp 1.750 Besuchern, Buchlesungen von Christoph Maria Herbst, junge Formate wie der Slam-Poetry oder Konferenzen, Wirtschaftsforen und Fachvorträge.

### Audi-Markenausstellung
Die Audi-Markenausstellung befindet sich im zweiten Obergeschoss. Sie besteht aus historischen Automobilen und Zweirädern. An diesen ausgewählten Ausstellungsstücken kann man 100 Jahre Geschichte motorisierter Fahrzeuge Revue passieren lassen und sich daran erinnern, dass die Autoproduktion in Neckarsulm 1906 mit NSU begann. Die Erfolgsgeschichte der NSU-Motorenwerke, die im Jahr 1969 in der heutigen Audi AG aufgingen, wird bis in die Gegenwart durch den Audi-Standort Neckarsulm fortgesetzt. (Im Bild vom Juli 2005 spiegelt sich noch rechts oben das NSU-Kasino in der Fassade des Audi Forums wider.) Die Ausstellungsstücke dokumentieren sowohl die Rennerfolge von NSU und Audi als auch die technischen Innovationen beider Firmen im Fahrzeugbau. Beispiele für den Rennsport sind: der NSU 6/60 Kompressor Rennwagen, der unter anderem 1926 beim Großen Preis von Deutschland auf der AVUS die Klasse bis 1500 cm³ gewann, der Audi R10 TDI – Sieger unter anderem 2007 beim 24-Stunden-Rennen von Le Mans – und eine NSU Rennfox „Blauwal“, auf der 1954 Werner Haas die deutsche und Rupert Hollaus die Weltmeisterschaft gewannen. Als Beispiel für technische Innovationen steht der NSU Ro 80 mit Wankelmotor. Oft wurden Neuerungen zunächst im Rennsport getestet und später in Serienfahrzeuge übernommen.

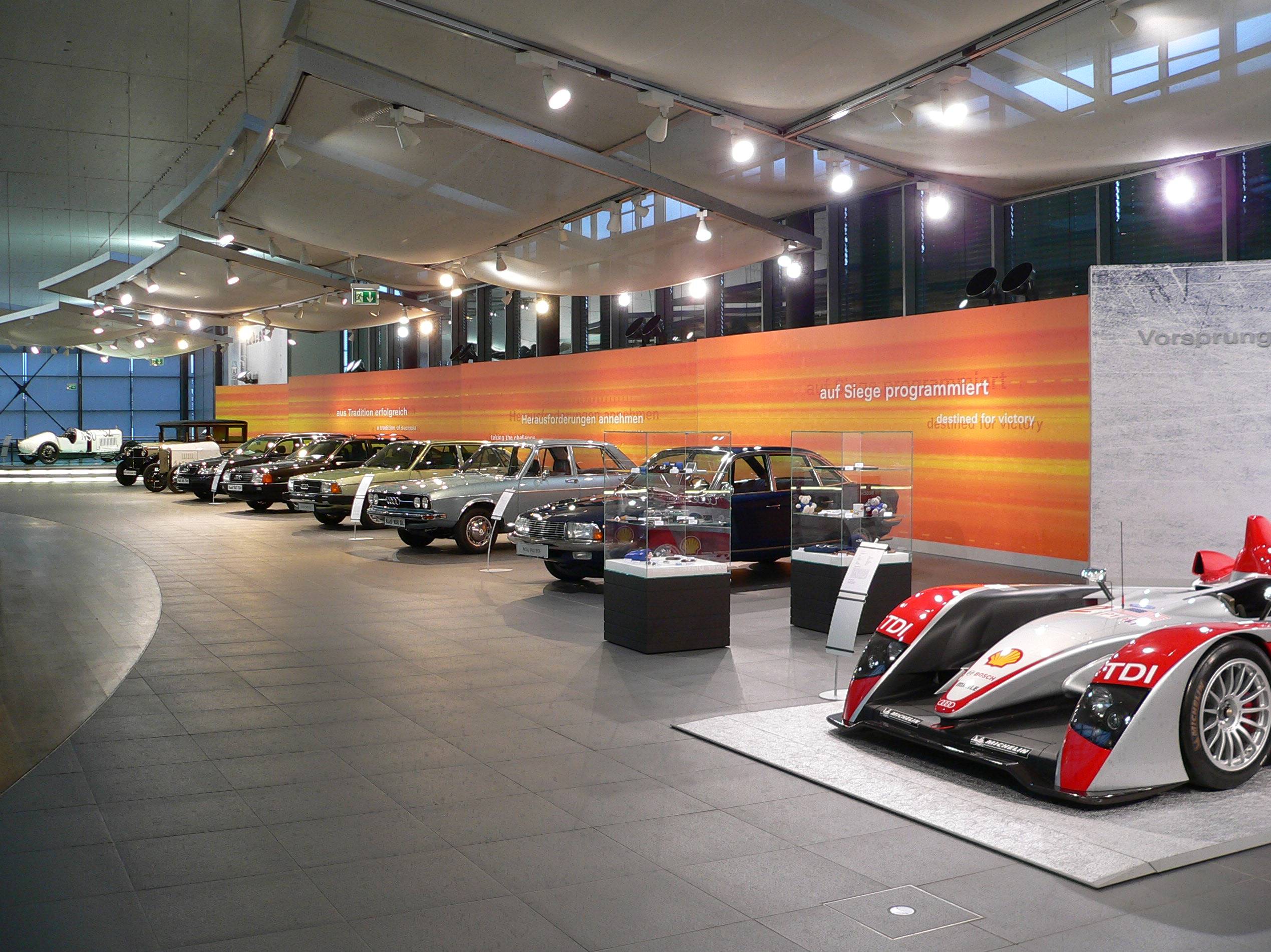
Audi Markenausstellung
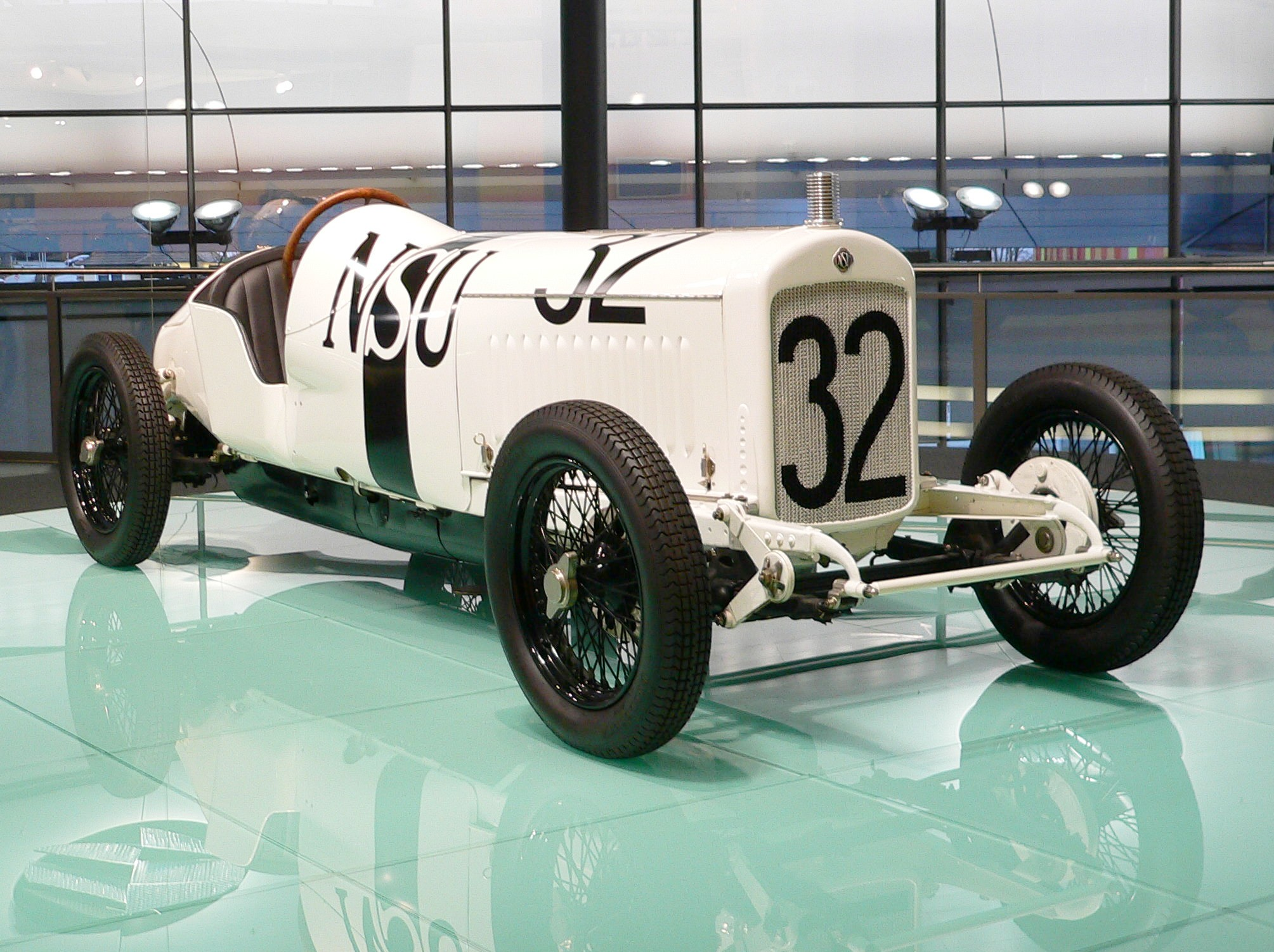
NSU 6/60 PS Kompressor-Rennwagen
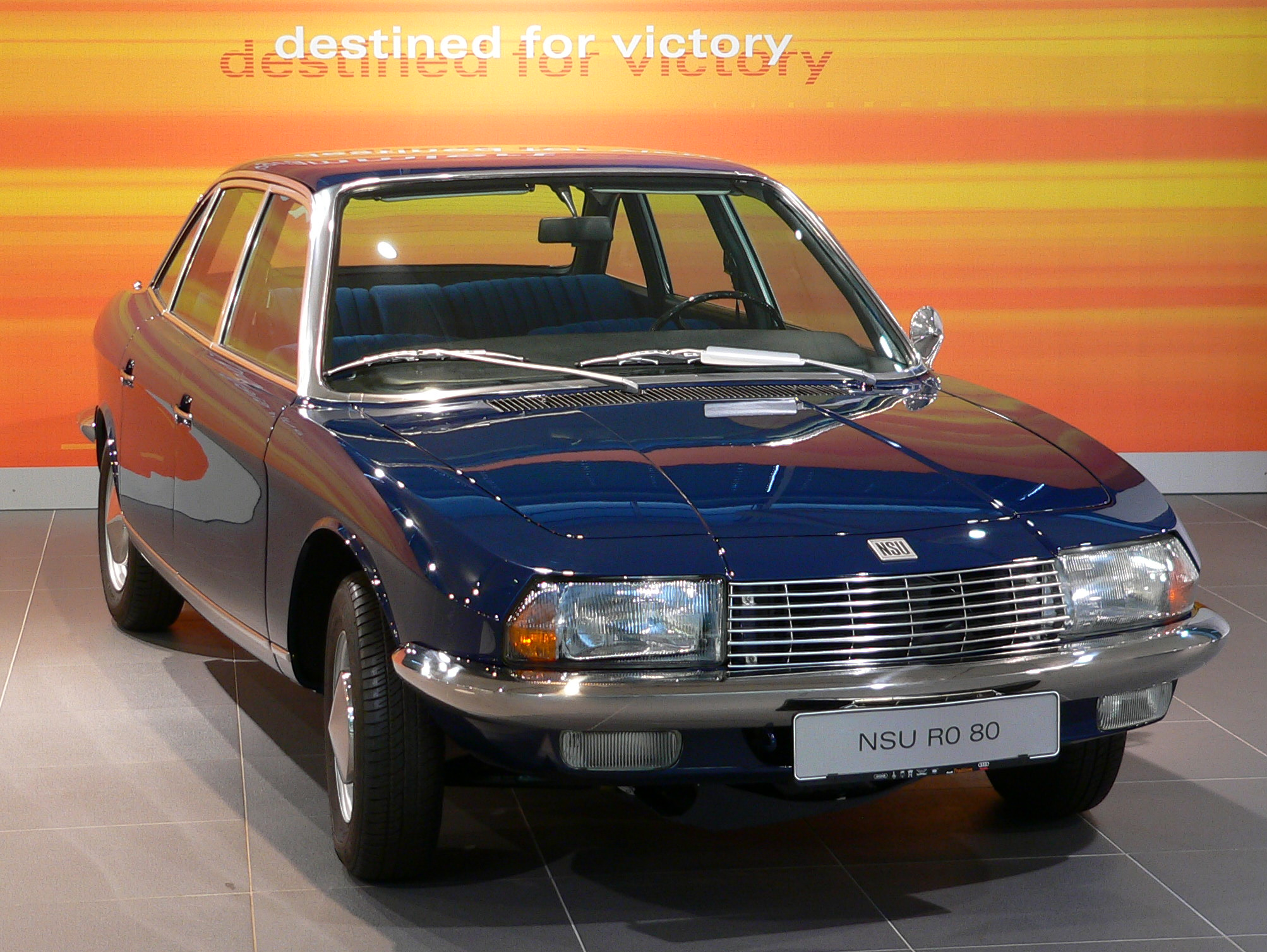
NSU Ro 80 (mit Wankelmotor)
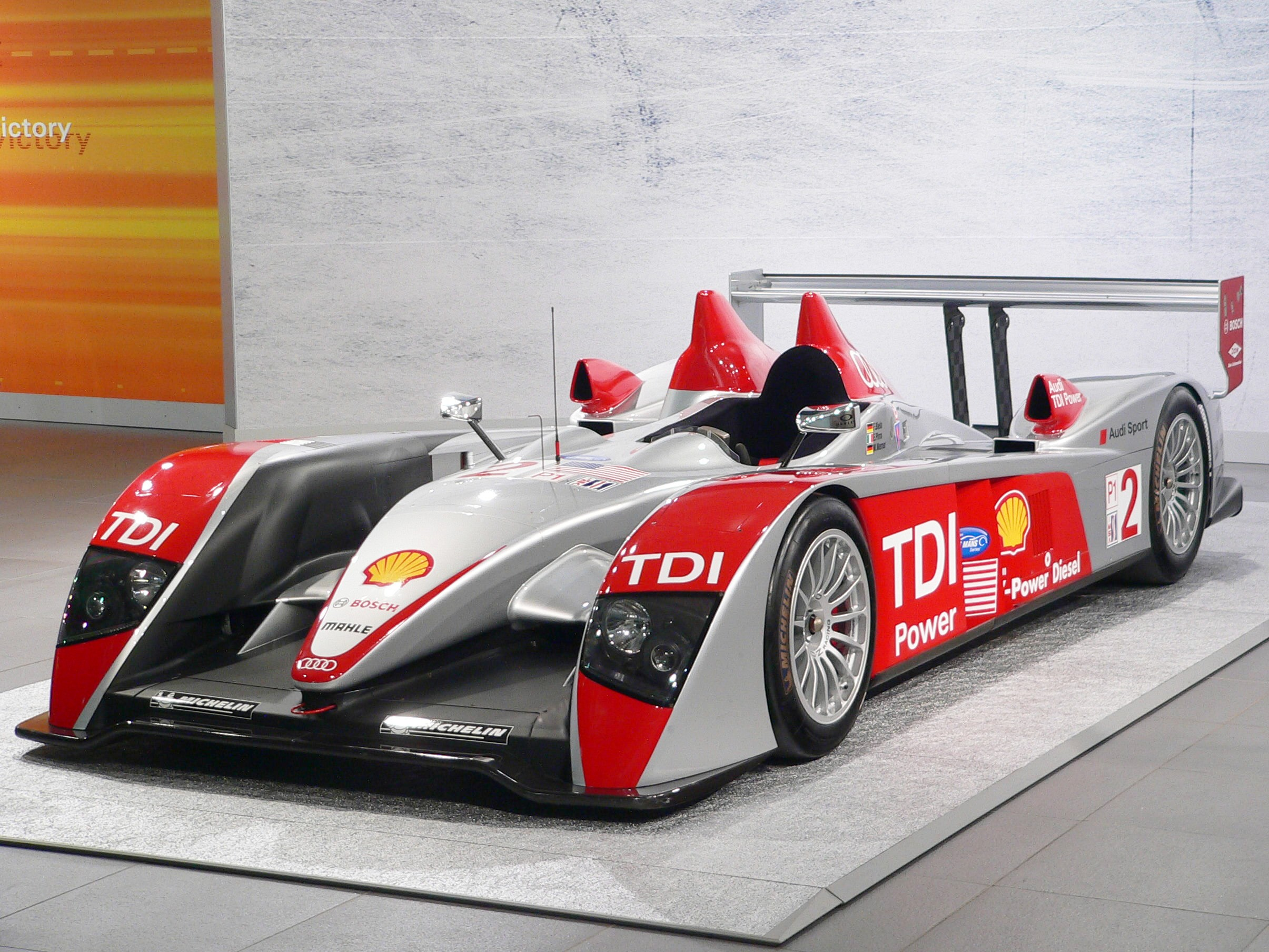
Audi R10 TDI LM P1